# 71P/Clark
La cometa Clark, formalmente 71P/Clark, è una cometa periodica e appartiene alla famiglia delle comete gioviane. La cometa è stata scoperta il 9 giugno 1973 dall'astronomo neozelandese Michael Clark.